# Heide Haßkerl
Heide Haßkerl (* 1960 in Mühlhausen/Thüringen) ist eine deutsche Schriftstellerin, Publizistin und bildende Künstlerin.

## Veröffentlichungen
- Papillome. (Debütroman), Eigenverlag 1994
- Von Bauern und Menschen. Erzählung, Eigenverlag 1997
- Wir schlachten uns ein Schwein. Hör-Spiel für zwei Stimmen, autoren-café der Werkstatt Kassel e. V., Kassel 1998
- Holunder, Dost und Gänseblümchen ... pala-verlag, Darmstadt 2000. ISBN 3-89566-253-4.
- Aus dem Tagwerk eines Bauern. quartus-verlag, Jena November 2000
- Schätze aus dem Bauerngarten – Alte Kulturpflanzen anbauen und vegetarisch genießen. pala-verlag, Darmstadt April 2002
- Herbstzeit. Erzählung, Edition Burg. Ranis Juni 2002
- Heilende Kräfte aus der Natur – Bewährte Hausmittel schnell und günstig selbst zubereiten. Buchverlag für die Frau, Leipzig Oktober 2004

## Anthologiebeiträge
- Zungenküsse & Einkaufszettel. Lesezeichen e. V.
- Lebensbilder – Ein Tag ohne Zukunft. PDS Fraktion im Thüringer Landtag
- Missbrauch. Verlag Jens Neuling
- Weihnachten in Daugavpils. Edition ERFOLG, Daugavpils
- weitere Veröffentlichungen, z. B. in Palmbaum, MACONDO, Der Naturarzt, dlz, Thüringer Allgemeine, Neues Deutschland, Schrot und Korn, Der Heilpraktiker, Naturheilen.

## Film
- 1995: Land am Rand, Regie: Götz Penner
- 2002: Es kann nur einen geben – vom Misthaufenstreit zum Nachbarschaftskrieg, Regie: Wolfgang Huhn

## Preise
- 2001: Stipendium „Stadtschreiber von Ranis“, Stipendium des Thüringer Ministeriums als Projektförderung des Romans „Der Pferdehändler“
- Oktober 2002: 3. Preis GEDOK-Literaturwettbewerb, Hannover
- September 2007: Aufenthaltsstipendium im International Writers and Translators’ House in Ventspils (Latvia)